# Éric Davis
Éric Javier Davis Grajales uváděný i jako Erick Javier Davis Grajales (* 31. března 1991, Colón, Panama) je panamský fotbalový obránce a reprezentant, hráč slovenského klubu DAC Dunajská Streda. Hraje na postu levého beka.

## Klubová kariéra
Davis hrál v Panamě za kluby Club Deportivo Árabe Unido z Colónu a Sporting San Miguelito. V srpnu 2011 odešel do uruguayského klubu Centro Atlético Fénix.
V září 2015 přestoupil z CA Fénix do slovenského prvoligového klubu DAC Dunajská Streda, kde podepsal smlouvu na rok s opcí na dvouleté prodloužení. V klubu se potkal s krajanem Alfredo Stephensem, který do DACu zamířil v červenci 2015.

## Reprezentační kariéra
Zúčastnil se Mistrovství světa hráčů do 20 let 2011 v Kolumbii.
Za A-mužstvo Panamy debutoval v roce 2010. S panamskou reprezentací se zúčastnil Gold Cupu CONCACAF 2011. Představil se s panamským národním týmem i na Gold Cupu CONCACAF 2015, kde získal s týmem bronzové medaile.